# Bombylius luteolus
Bombylius luteolus är en tvåvingeart som beskrevs av Neal L. Evenhuis 1978. Bombylius luteolus ingår i släktet Bombylius och familjen svävflugor. Inga underarter finns listade i Catalogue of Life.